# Darryl Atkins
Darryl Atkins (Tokoroa, 1969) è un pilota motociclistico neozelandese ritiratosi dall'attività agonistica, specialista nelle competizioni supermotard.
Dopo aver iniziato la carriera nel Campionato mondiale di motocross, si è trasferito in America e dal 2004 partecipa al campionato AMA Supermoto Unlimited, di cui ha sfiorato il titolo nel 2005. 
Compagno di squadra del due volte campione Ben Carlson, Atkins è dal 2005 proprietario del team ufficiale Aprilia nel Campionato AMA Supermoto, che ha però dovuto chiudere i battenti all'inizio del 2009 a causa della sospensione del sostegno della casa di Noale.
Terminata la carriera agonistica rimane nel mondo del motociclismo svolgendo varie mansioni per JT Racing USA.

## Palmarès
- 2000: 35º posto Campionato del Mondo Motocross 250cc (su Yamaha)
- 2002: 42º posto Campionato del Mondo Motocross 250cc (su Kawasaki)
- 2004: 6º posto Campionato AMA Supermoto Unlimited (su KTM)
- 2005: 2º posto Campionato AMA Supermoto Unlimited (su Aprilia)
- 2005: 13º posto X-Games Supermoto di Los Angeles (su Aprilia)
- 2005: 6º posto Guidon d'or di Parigi (su KTM)
- 2006: 11º posto Campionato AMA Supermoto Unlimited (su Aprilia)
- 2006: 6º posto X-Games Supermoto di Los Angeles (su Aprilia)
- 2007: 29º posto Campionato AMA Supermoto (su Aprilia)
- 2007: 6º posto Campionato AMA Supermoto Unlimited (su Aprilia)
- 2007: 16º posto X-Games Supermoto di Los Angeles (su Aprilia)
- 2008: 2º posto Campionato AMA Supermoto Unlimited (su Aprilia)
- 2008: 4º posto Starbikers di Mettet (su Aprilia)
- 2008: 10º posto Superbikers di Mettet (su Aprilia)
- 2008: 18º posto Extreme Supermotard di Bologna (su Aprilia)
- 2009: 14º posto Starbikers di Mettet (su Honda)
- 2009: 14º posto X-Games Supermoto di Los Angeles (su Honda)
- 2010: 4º posto Starbikers di Mettet (su Honda)
- 2010: 37º posto Superbikers di Mettet (su Honda)